# 체코슬로바키아 제3공화국
체코슬로바키아 제3공화국(체코어: Třetí Československá republika 체스코슬로벤스카 레푸블리카[*])은 소련의 지원하에 체코슬로바키아 망명 정부가 일시적으로 복귀하면서 세워진 공화국이다. 1945년 4월에 세워져 1948년 체코슬로바키아 쿠데타 때문에 멸망했다. 공식적인 국호는 1960년 제정된 사회주의 헌법에 의해 체코슬로바키아 사회주의 공화국으로 바뀌었다.